# 伊賀ずきん
『伊賀ずきん』（いがずきん）は、たなかのか作の漫画。

## 概要
時は戦国。伊賀・忍の里の見習いくの一、伊賀ずきんが主人公の漫画。月刊コミックブレイドの応募者全員サービス1P漫画がきっかけで、2003年1月号臨時増刊コミックブレイドMASAMUNEに読切で掲載。その後、月刊コミックブレイドで2003年6月号から2006年3月号まで連載されていた。
コミックスは全5巻。コミックスのカバー裏には、「おまけ漫画」と「キャラクターができるまで」がある。

## 登場人物

### 伊賀・忍の里
伊賀ずきん（いがずきん）
正式には伊賀ずきんF。乙女チックなものが大好きな女の子。拾われた子なので、素性が定かでないためにプロフィールを自分で作る。
零蔵が適当に作ったのを自分なりにし、10月30日生まれ、乙女座のA型にした。実際にその日は蠍座に当たるのだが、乙女チック好きの伊賀ずきんが気に入ったからだと思われる。キャッチコピーは「萌えないゴミ」。143cmの14歳（仮）。
服部半蔵（はっとり はんぞう）
伊賀ずきんの師匠にして、伊賀・忍の里の首領。その姿は「3秒で描けそう」と言われるほどの、人間離れしたさっぱりとした姿。しかし、実際はペン入れに一番時間が掛かるらしい。40歳。身長は気分で伸び縮みする。
服部零蔵（はっとり れいぞう）
服部半蔵の息子。半蔵の姿からは似ても似つかぬほどの美形。しかし、本人曰く「父の若い頃に瓜二つ」らしい。口癖は「温い」。19歳で身長は180cmくらい。中忍。
織香（おるか）
半蔵の妻にして零蔵の母で、物語中では既に故人。零蔵が5歳の頃に他界。遺影で見るその顔は絵描き歌。其ノ十三にて「のろけのかんざし」を使い、半蔵との馴れ初めを伊賀ずきんに見せる。
その他の伊賀の人々
伊賀ずきんはFのほかに、A～E, Gがいる。
- 伊賀ずきんA　：　ダンディなおじさん。
- 伊賀ずきんB　：　髭を生やしているおじさん。
- 伊賀ずきんC　：　ヨボヨボのお爺さん。
- 伊賀ずきんD　：　お猿。メス。其ノ十四にて採用試験に合格し、里を離れる。
- 伊賀ずきんE　：　そうじのおばちゃん。
- 伊賀ずきんG　：　牛乳配達の女の子。Gは牛乳のG。

### 甲賀・忍の里
ぼたん
甲賀のくの一。乙女チックな事が嫌いで、伊賀ずきんに対して何かと「計算?」と言っては、暴力を振るう。17歳。身長163cm。
望月佐助（もちづき さすけ）
甲賀の少年忍者。容姿は比較的に端麗で、可愛いものや小さいものが大好き。17歳。獅子座のO型。身長163cm。
望月出雲守（もちづきいずものかみ）
甲賀・忍の里の長で、ぼたんと佐助の師匠。れっきとした人間。

### 盗賊忍者集団・風魔党
風魔小太郎（ふうま こたろう）
風魔党の首領。狼耳のずきんを被っている。17歳で、ずきんの耳でごまかした身長が170cmくらい。
三崎（みさき）
風魔党の一員。会計を務める。
桜（さくら）
紅璃（くり）という宝石妖怪。流した血は紅い宝石になることから、そう呼ばれる。豪商前田氏に追われていたが、流れで風魔党に入る。極度の人見知りで、悲観主義。

### 南蛮人
レオ＝ミヤマリョーノ
青い目、金髪の少年。南蛮忍者。鬼と呼ばれると取り乱す。15歳で身長151cm（気にしている）。伊賀ずきんのことを、「ミス・ゴールド」と呼ぶ（伊賀ずきん→IGA's きん→ミス・ゴールド）。
ルイス＝フロイス
信長公に入京を許された宣教師。諺をもじった台詞を言う。一見、半蔵に似ているが別人。

### その他の人々
菊千代（きくちよ）
伊賀ずきんが修行中に出会ったリス。初めて会った時、伊賀ずきんはカトリーヌと命名した。ある城のお殿様のペット。佐助とは文通をする仲。メス。
ドビン
ぼたんの妹。7年前に生き別れた。甲斐巫女養成修練場にて、歩き巫女の修行をした。
望月千代女（もちづきちよじょ）
甲斐巫女養成修練場の機関長。ネーミングセンスが皆無。
床下様（ゆかしたさま）
伊賀・忍の里の床下に住み着く精霊。不死鳥の一種。新築の床下に地鎮を願って招き入れられ、張替えと共にその命は終わる。2度目の太陽の光を浴びると卵になり、それから生まれたヒナは床板を張り終えるまで床を開けた大工が育てる慣わし。
現在の床下様（ひよこ）は佐助が育てたもので、それぞれ名前が付いている。通常は「ピワ」と鳴くが、佐助が通るときのみ「ママ」と鳴く。
鍵子（かぎこ）
福山城の姫君。護衛はちびずきん。
ちびずきん
伊賀ずきんの分身。採用試験に合格し、鍵子の護衛忍となる。通称・小豆（こまめ）。
三次慶次（みよし よしつぐ）
妖怪マニア。衰退した家を復興しようとしている。
福山（ふくやま）
福山城の城主。鍵子の父。三次の父を謀殺し、三次自身も毒酒で暗殺されそうになった。
名も無き剣士
くの一の服を切ろうとして失敗しまくり、人斬りとして回覧板に載る。語尾に「ござる」が付く。天念村上流サービス斬（カット）の使い手。
綾戸（あやと）
ぼろ屋敷に居る女性の幽霊。恋人からの手紙を生きていたときから、死んだ今まで合計25年間待っていた。怨霊の類で、恋人とは半蔵のことだった。
コナミ
海女。姉のナミコに会いたくて（殴りたくて）、竜宮城に行く事を望む。実際ナミコは他界していたのだが、小さかったコナミは、「ナミコは竜宮城に行った」と親に言われていた。
ナミコ
コナミの9歳上の姉。海女で毎日海に潜っていたのだが、9年前のある日、海で溺れて他界。
志助（しすけ）
佐助の双子の兄。道を違え、生き別れた。
姉御（あねご）
志助と共に旅をする少女。水芸が得意。
黒沢尊（くろさわ みこと）
524年後の未来から来たセーラー服の少女。忍に会うために、ふらっと戦国時代まで来た。モットーは「思い立ったら即行動」。作者の投稿作とデビュー作の主人公。

## 単行本
- 第1巻 ISBN 9784861270062
- 第2巻 ISBN 9784861270512
- 第3巻 ISBN 9784861271267
- 第4巻 ISBN 9784861272066
- 第5巻 ISBN 9784861272653